# Svinninge
Svinninge är en tätort i Österåkers kommun, Stockholms län, belägen mellan Åkersberga och Vaxholm.

## Småorter
Svinninge växte kraftigt västerut mellan åren 1990 och 1995. Detta gjorde att två småorter upphörde och istället kom att ingå i tätorten. En av dem var Svinninge med småortskod S0737 och omfattande 41 hektar med 76 invånare som blev den nordvästra delen av nuvarande tätort. Den andra var Hästängsudd + del av tätorten Svinninge med småortskod S0665. Den småorten omfattade 68 hektar och hade 119 invånare.

## Befolkningsutveckling
| Befolkningsutvecklingen i Svinninge 1980–2020                                                      | Befolkningsutvecklingen i Svinninge 1980–2020 | Befolkningsutvecklingen i Svinninge 1980–2020 | Befolkningsutvecklingen i Svinninge 1980–2020 | Befolkningsutvecklingen i Svinninge 1980–2020 |
| -------------------------------------------------------------------------------------------------- | --------------------------------------------- | --------------------------------------------- | --------------------------------------------- | --------------------------------------------- |
| |                                               |                                               |                                               |                                               |
| År                                                                                                 |                                               |                                               | Folkmängd                                     | Areal (ha)                                    |
| 1980                                                                                               | 1980                                          |                                               | 570                                           |                                               |
| 1990                                                                                               | 1990                                          |                                               | 664                                           | 264                                           |
| 1995                                                                                               | 1995                                          |                                               | 985                                           | 369                                           |
| 2000                                                                                               | 2000                                          |                                               | 1 144                                         | 369                                           |
| 2005                                                                                               | 2005                                          |                                               | 1 422                                         | 371                                           |
| 2010                                                                                               | 2010                                          |                                               | 1 636                                         | 371                                           |
| 2015                                                                                               | 2015                                          |                                               | 2 136                                         | 571                                           |
| 2020                                                                                               | 2020                                          |                                               | 2 857                                         | 579                                           |
| Anm.: Ny tätort 1980, 2015 utökades den med den tidigare småorterna Rydbo saltsjöbad och Svavelsön |                                               |                                               |                                               |                                               |